# Vilapicina y La Torre Llobeta
Vilapicina y La Torre Llobeta (en catalán Vilapicina i La Torre Llobeta) es uno de los trece barrios que integran el distrito de Nou Barris de Barcelona. Tiene una superficie de 0,56 km² y una población de 25 508 habitantes (2016).

## Historia
Vilapicina ocupa la zona más meridional de Nou Barris y se urbanizó antes que los otros barrios del distrito. Destaca por su antigüedad el núcleo de Santa Eulalia de Vilapicina, formado por la antigua iglesia de este nombre y por los edificios de Ca n'Artés, un antiguo hostal construido entre los siglos XV y XVI, y Can Basté, una antigua masía del siglo XVIII y que actualmente acoge un Centro Cívico. Este conjunto queda hoy integrado en el vecino barrio del Turó de la Peira, al situarse en la acera de levante del paseo de Fabra i Puig, que hace de límite.
El otro elemento destacable es la casa señorial de Torre Llobeta, construida en el siglo XV y convertida posteriormente en masía. Desde 1983 hace las funciones de centro cívico. El entorno de la torre, propiedad del ejército, fue destinado después de la guerra a la construcción de vivienda social, con un polígono de once bloques que fueron ocupados entre los años 1952 y 1955. Este conjunto conforma un vecindario con personalidad propia.
El barrio se estructura sobre los ejes del paseo de Fabra y Puig y de Maragall, a ambos extremos laterales, y del eje Cartellà - Costa y Cuixart - Escocia, en el centro, que se ha convertido en la "calle mayor" de Vilapicina. La remodelada plaza de Virrey Amat es el punto de encuentro más céntrico y más importante del barrio. Cerca, en los terrenos de las antiguas cocheras de autobuses de Borbón, se encuentra en vías de desarrollo una gran isla de equipamientos de alcance ciudadano y local, que prestará servicios en diversos barrios de tres distritos, como la nueva biblioteca.